# БАЗ-А11110
БАЗ-А111.10 «Ромашка» — украинский низкопольный автобус большой вместимости производства Бориспольского автозавода, предназначенный для городских маршрутов.

## Обзор
Первый полностью низкопольный автобус на Бориспольском автозаводе появился в 2010 году. Его представили на выставках Busworld Russia 2010 в Нижнем Новгороде и TIR-2010 в Киеве. Длина автобуса составляет 10720 мм. Каркас автобуса выполнен из высокопрочной стали с полным антикоррозийным покрытием, боковая обшивка также выполняется из стальных панелей, обшивка переда и зада — из стеклопластика.
БАЗ-А111.10 имеет большое панорамное лобовое стекло, тройные фары в плафонах прямоугольной формы, а также блинкерное электронное табло, указывающее различную информацию, включая и данные о маршруте, на котором работает транспортное средство. Также у автобуса «ушастые» боковые зеркала заднего вида, которые оборудованы электроподогревом.
Автобус БАЗ-А111.10 может оснащаться 6-цилиндровым дизельным двигателем Hino HA57L135-BS III мощностью 183 л. с. или 4-цилиндровым немецким Deutz TCD 2013 L44V мощностью 214 л. с. Оба двигателя с турбонаддувом и соответствуют экостандарту Евро-3. Компоновка автобуса — заднемоторная, заднеприводная. Автобус БАЗ-А111.10 может оснащаться механической 6-ступенчатой коробкой передач ZF или автоматической Allison. Всего изготовлено 11 экземпляров данной модели.

## Троллейбусы
Троллейбус Эталон-Т12110 создан на основе кузова автобуса БАЗ-А111.10 и производится на Черниговском автозаводе при сотрудничестве с Белкоммунмаш. Прототипом служат троллейбусы АКСМ.